# Christian Friedrich Röder

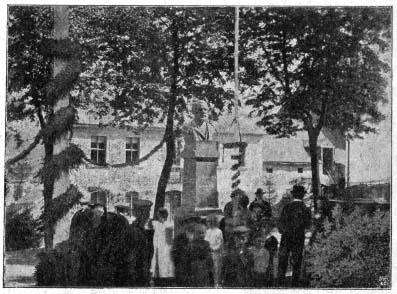
Weihe des Röderdenkmals, 1901

Christian Friedrich Röder (* 7. April 1827 in Schneeberg; † 28. November 1900 in Johanngeorgenstadt) war ein deutscher Pädagoge sowie Mundartsänger und -dichter des Erzgebirges.

## Leben

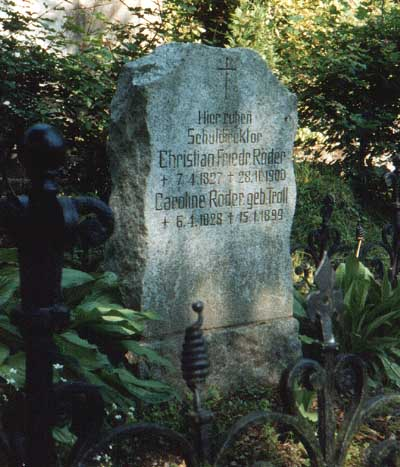
Grabmal Röders

Christian Friedrich Röder war der Sohn eines in Schneeberg tätigen Drechslermeisters. Er besuchte das Lyzeum in seiner Geburtsstadt und anschließend das Lehrerseminar in Dresden-Friedrichstadt. 1844 erhielt er eine Stelle als Hilfslehrer am Schindlerschen Blaufarbenwerk bei Bockau und ging 1846 als Hilfslehrer nach Johanngeorgenstadt. 1849 wurde er dort Kantor und war von 1880 bis 1887 als Schuldirektor an der Bürgerschule in dieser Bergstadt tätig. Hier gründete er den Erzgebirgszweigverein. Röder heiratete Caroline Troll (1828–1899). Sein Grabmal befindet sich noch heute auf dem Friedhof in Johanngeorgenstadt.
1901 wurde auf dem freien Platz gegenüber seinem Geburtshaus ein Denkmal für ihn errichtet und am 8. September enthüllt sowie die Anlage Röderplatz benannt.
Die Büste wurde 1943 vom Granitsockel genommen und als Metallspende eingeschmolzen, nachdem zuvor ein Gipsabdruck davon angefertigt worden war. Nach diesem Abdruck wurde eine neue Büste angefertigt, die am 14. Juni 1970 in feierlicher Form am alten Platz enthüllt wurde.
In der Neustadt von Johanngeorgenstadt wurde eine Straße nach Röder benannt.

## Werke
- Der Bergbau muß halt sei!
- Arzgebirgsche Zufriedenhät, 1861.
  - Auch als: Erzgebirgische Zufriedenheit, in: Gedichte und Geschichten in erzgebirgischer Mundart, 1. Heft, Annaberg 1880.
- Tschumperliedel
- Tschumperliedle
- Unner Haamit
- Ne Ward sei Sängerraas' noch Hamborg
- Der Kienig kimmt
- Aus der verwörrten Zeit
- Gebrochene Treu
- Mei Schwarzaag
- Der Bürstenhändler in Leipzig, in: Gedichte und Geschichten in erzgebirgischer Mundart, 1. Heft, Annaberg 1880.
- Der Rußbuttenmann auf Reisen, Das Große Loos und Der Vogelsteller ohne Jagdkarte, in: ebenda.

## Zitat
Die alte Teu, gebirg’sche Art, bleib’ immer neu von uns gewahrt!